# جونيور غيرا
جونيور غيرا (بالإسبانية: Junior Guerra)‏ هو لاعب كرة قاعدة فنزويلي، ولد في 16 يناير 1985 في سيوداد غوايانا في فنزويلا.

## وصلات خارجية
- جونيور غيرا على موقع دوري كرة القاعدة الرئيسي (الإنجليزية)
- جونيور غيرا على موقعبيزبول رفرنس.كوم (الدوري الرئيسي) (الإنجليزية)
- جونيور غيرا على موقعبيزبول رفرنس.كوم (الدوري الثانوي) (الإنجليزية)
- جونيور غيرا على موقع إي إس بي إن.كوم (أم.أل.بي) (الإنجليزية)
- جونيور غيرا على موقع مشجعي الرسوم البيانية (الإنجليزية)